# Güssing (gemeente)
Güssing (Kroatisch: Novigrad/Hongaars: Németújvár ) is een gemeente in de Oostenrijkse deelstaat Burgenland, gelegen in het district Güssing. De gemeente heeft ongeveer 3900 inwoners.

## Geografie
Güssing heeft een oppervlakte van 49,31 km². Het ligt in het uiterste oosten van het land.
Kadastrale gemeenten zijn Glasing, Güssing, Krottendorf, Sankt Nikolaus, Steingraben en Urbersdorf.

## Verbroedering
Güssing is verbroederd met de Belgische gemeente Nijlen.

## Geboren
- Martin Stranzl (16 juni 1980), voetballer
- Julia Dujmovits (12 juni 1987), snowboardster

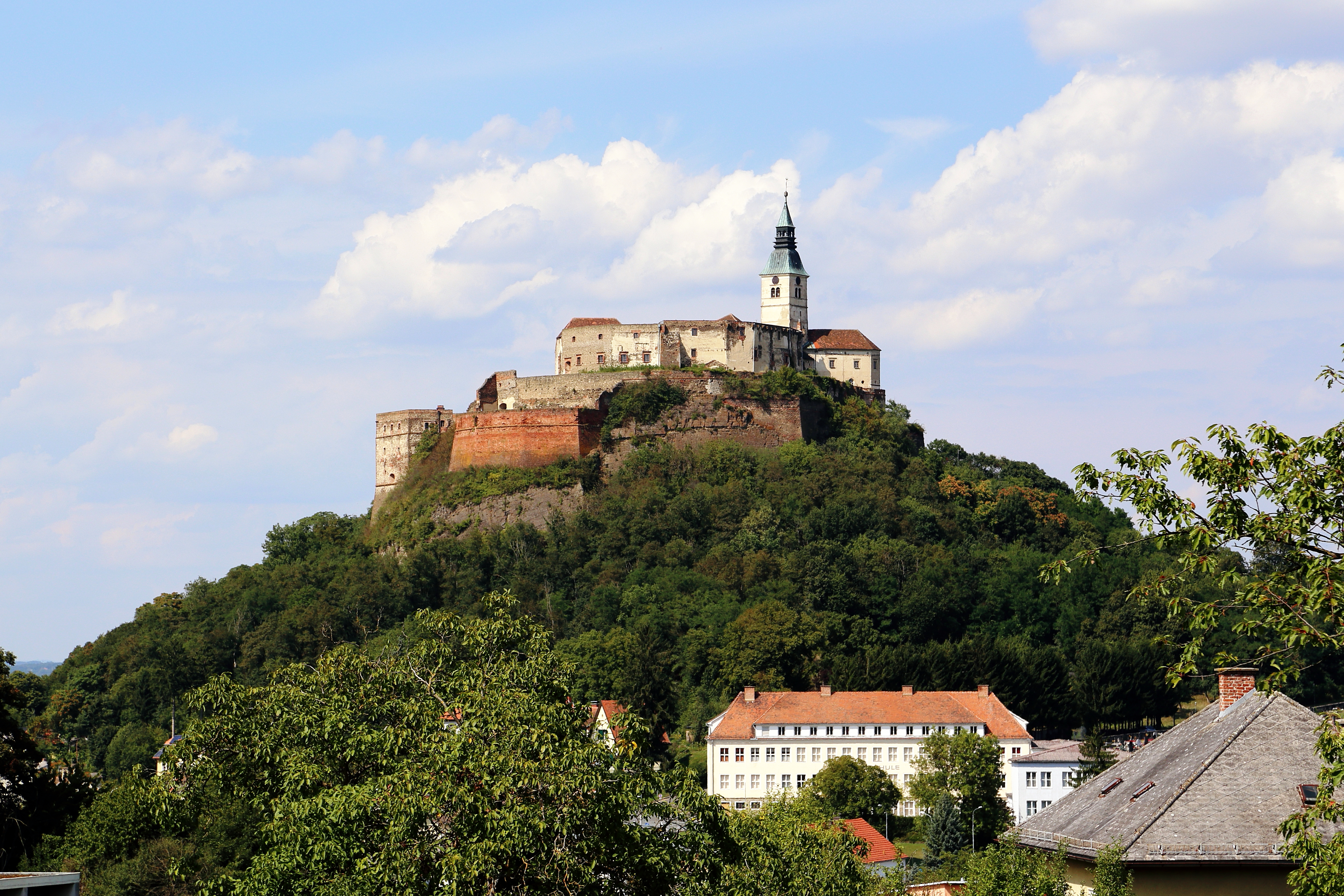
Kasteel van Güssing

Bildein · Bocksdorf · Burgauberg-Neudauberg · Eberau · Gerersdorf-Sulz · Großmürbisch · Güssing · Güttenbach · Hackerberg · Heiligenbrunn · Heugraben · Inzenhof · Kleinmürbisch · Kukmirn · Moschendorf · Neuberg im Burgenland · Neustift bei Güssing · Olbendorf · Ollersdorf im Burgenland · Rauchwart · Rohr im Burgenland · Sankt Michael im Burgenland · Stegersbach · Stinatz · Strem · Tobaj · Tschanigraben · Wörterberg
- Gemeinsame Normdatei: 4104363-7
- Library of Congress Control Number: n91015802
- MusicBrainz: 3480d472-f0b7-4f24-8adb-badcca0c839e
- Nationale Bibliotheek van Tsjechië: ge156666
- Nationale Bibliotheek van Israël: 987007567680105171
- Virtual International Authority File: 138199872
- WorldCat: E39PBJmtwWpw7VjCdkY4Qgy8G3